# Stojnci
Stojnci – wieś w Słowenii, w gminie Markovci. W 2018 roku liczyła 841 mieszkańców.